# 126
126. је била проста година.

## Догађаји
- Марко Аније Вер и Гај Егија Амбибул су изабрани римски конзули
- Апостол Кодрат је цару Хадријану представио есеј у одбрану хришћанства.

## Рођења
- 1. август — Пертинакс, римски цар (у. 193)